# Organo della chiesa di San Nicolò l'Arena a Catania

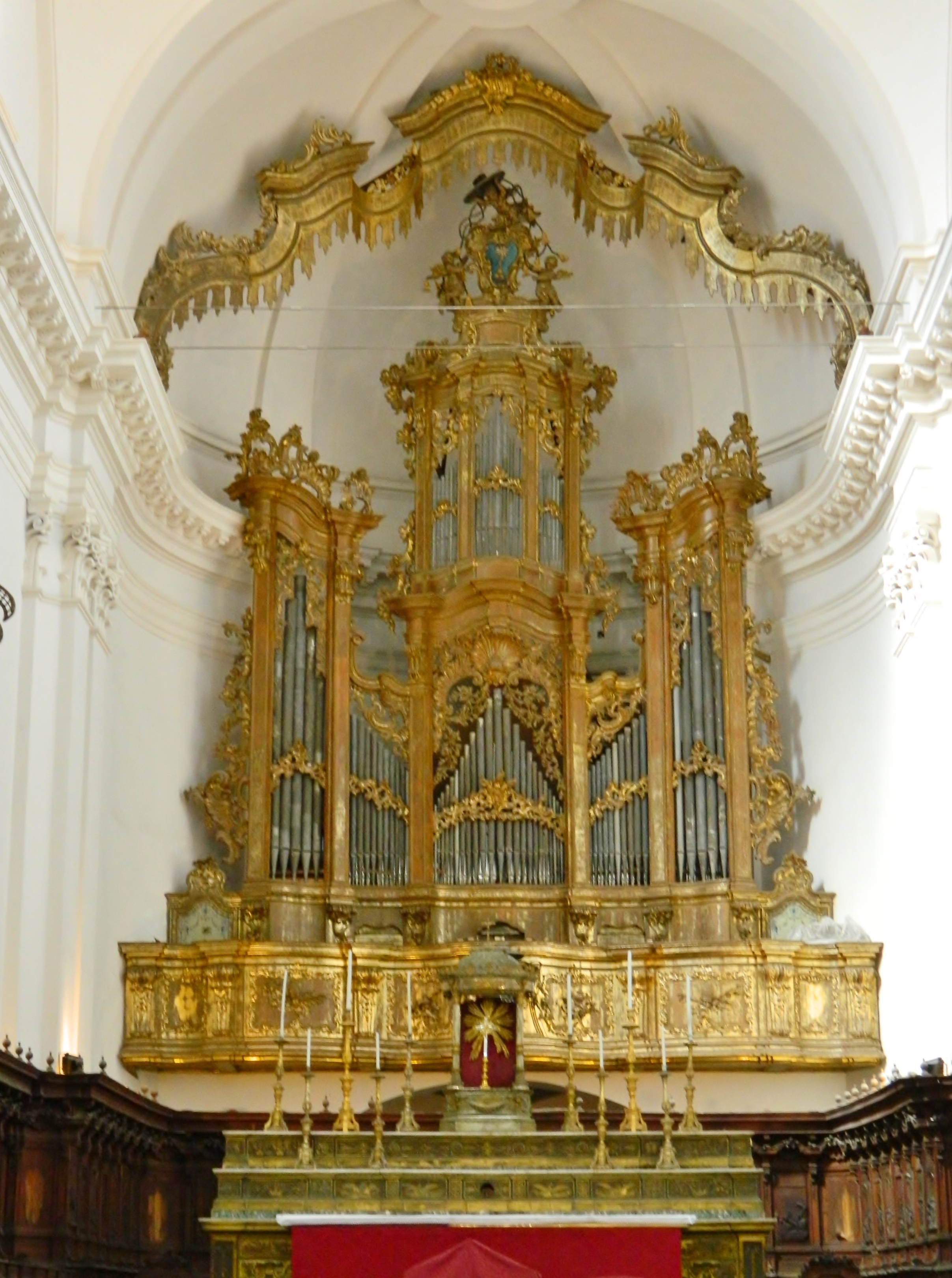
L'organo della chiesa di San Nicolò l'Arena a Catania

Con organo della chiesa di San Nicolò l'Arena ci si riferisce a un organo a canne monumentale costruito a Catania da Donato Del Piano fra il 1755 e il 1767, considerato la sua opera più completa e importante.

## Storia
La realizzazione di un organo per la chiesa di San Nicolò l'Arena venne commissionata da padre Anselmo Valdibella, abate del locale monastero benedettino, all'organaro Donato Del Piano il 6 maggio 1755. Lo strumento, che doveva essere proporzionato all'imponenza dell'edificio, costò la rilevante somma di diecimila onze d'oro e avrebbe dovuto essere costituito da tre organi in un'unica cassa. Secondo il contratto, infatti, Del Piano si impegnava a realizzare un organo principale dotato di tredici registri (due principali da 16', otto di ripieno, un tromboncino e altri due registri, forse due flauti), un organo minore da dodici registri (due principali, due file di ripieno, due di flauto in ottava, due di flauto traverso, due di voce umana e altre due di cornetto) e un terzo organo da dodici registri (otto di ripieno, una voce angelica, un flauto dolce, un flauto traverso e due cornetti, oltre ad alcuni accessori come l'usignolo e il timballo).
Nel 1763 venne stipulato un nuovo contratto che modificò parzialmente la progettata disposizione fonica dello strumento. In aggiunta, i monaci versarono altre cinquecento onze d'oro a Del Piano. L'organo venne ultimato nel 1767, dopo dodici anni di lavori, in dimensioni maggiori rispetto a quelle previste dal contratto originario. Del Piano, comunque, continuò a perfezionare la sua opera fino agli ultimi anni della propria vita. Dopo la sua morte, avvenuta nel 1785, la manutenzione dello strumento venne affidata ad Antonino Mazzone e Mariano Cinquemani, per passare poi ad Antonino Rizzo.
Su questo organo studiarono e suonarono, nel corso dei secoli, diversi compositori, fra i quali Giuseppe Geremia, Vincenzo Tobia Bellini (nonno del più celebre Vincenzo), Pietro Antonio Coppola e Pietro Platania. L'eccezionale complessità dello strumento, dotato di tre consolle separate per fare in modo che potesse essere suonato da tre organisti contemporaneamente, divenne presto famosa e attirò a Catania viaggiatori, letterati e musicisti. Johann Wolfgang von Goethe, che visitò la città nel 1787, raccontò che un organista: «trattando il mirabile strumento, seppe riempire tutta quanta (la chiesa) fino agli angoli più remoti, facendovi ora spirare i singhiozzi più lievi, ora echeggiare i tuoni più possenti».

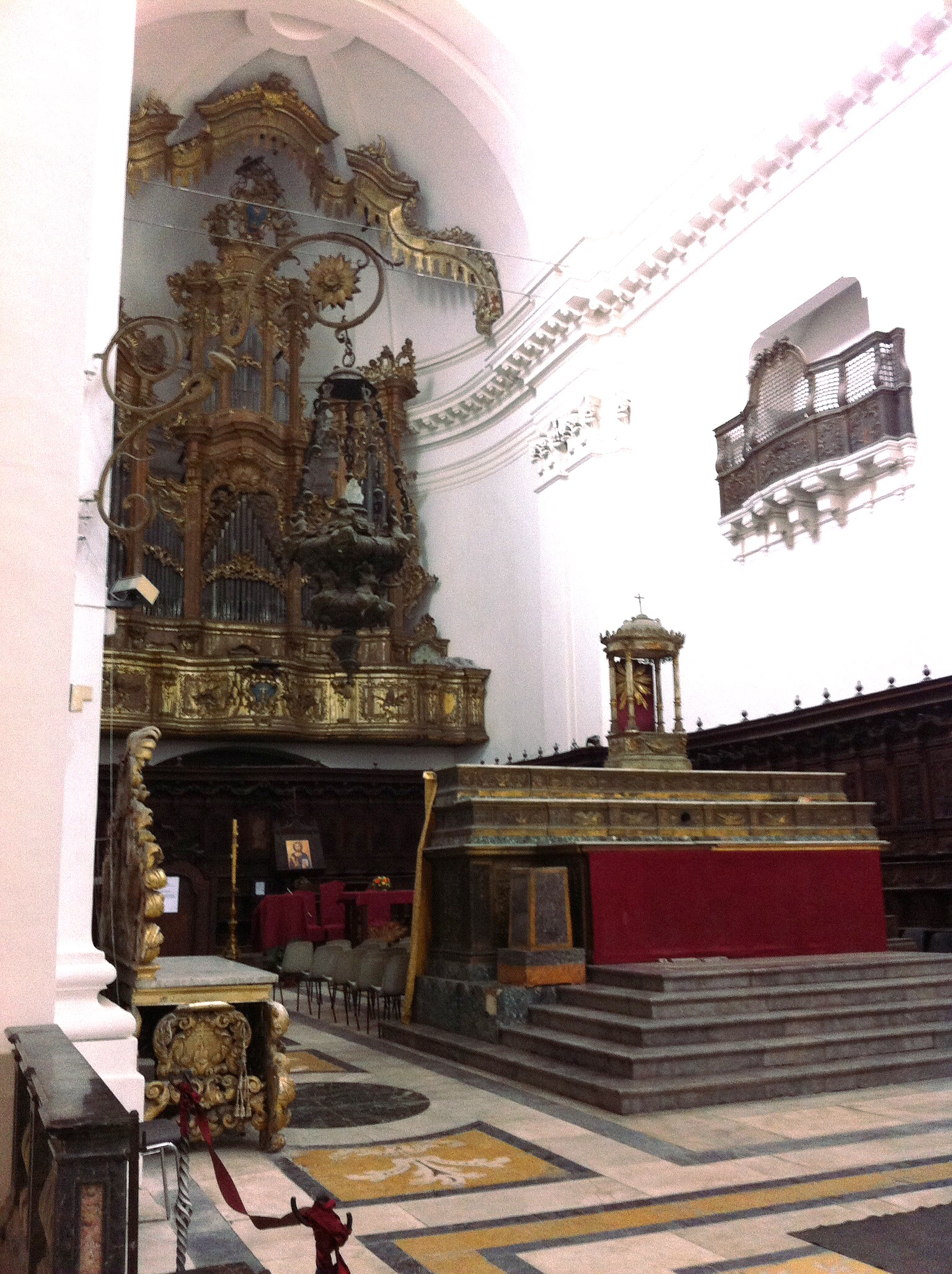
L'altar maggiore, il coro e l'organo

Francesco Gandini, nel 1833, scrisse che l'organo: «è il più grande che l'uomo abbia fatto; le canne di cui è composto sono in numero sterminato; ha grandissimo numero di registri, che imitano tutti gli strumenti anche da corda con una verità sorprendente; ciascheduno ha l'eco che lo ripete in lontananza: non evvi cosa più maestosa e più solenne dei ripieni e dei concerti; molte canne sono accumulate sopra ogni tuono onde accrescerne la forza e l'armonia; i più grandi bassi sono di legno; il tamburo è così forte che batte l'orecchio in qualunque sito del vastissimo tempio».
Successivamente il monastero divenne caserma e scuola. Nel 1925, durante i lavori di riqualificazione del tempio e l'apertura della cripta dedicata ai caduti della prima guerra mondiale, l'organo venne restaurato da Michele e Agostino Polizzi di Modica sotto la sorveglianza di Marco Enrico Bossi, il quale consigliò solo l'ampliamento della pedaliera, anche se Carmelo Sangiorgio, nella sua pubblicazione sullo strumento, accenna a qualche variante fonica rispetto all'originale. Lo strumento venne inaugurato nel 1927 da Salvatore Nicolosi. Nel 1943 subì alcuni leggeri danni quando la chiesa venne cannoneggiata durante lo sbarco in Sicilia degli alleati. Ulteriori danni avvennero nei decenni successivi, finché l'organo cessò di suonare intorno agli anni settanta.
Un primo ritorno di interesse avvenne nel 1974 grazie a Vito Pavone, presidente della federazione provinciale dell'Istituto Nazionale del Nastro Azzurro. Agli inizi degli anni ottanta, nell'ambito del progetto di riqualificazione del monastero come sede universitaria, vi fu un ulteriore ritorno d'interesse da parte del preside di facoltà Giuseppe Giarrizzo e del sovrintendente ai beni ambientali e architettonici della Sicilia Orientale Paolo Paolini. Venne invitato l'organologo bresciano Flavio Dassenno per effettuare un sopralluogo approfondito, con un primo censimento e riordino dei materiale rimasti. Per l'ufficio di tutela venne stesa una relazione corredata da numerose immagini, che confluì successivamente in una pubblicazione in italiano e in inglese. Nonostante ciò, la situazione stagnò per quasi un decennio. Dopo una ripresa d'interesse attorno al 1995, quando furono interpellati gli organologi Oscar Mischiati, Flavio Dassenno e Pierpaolo Donati, venne formato localmente un nuovo comitato, il quale però escluse i tre nomi convocati.
Grazie a un finanziamento di 900 milioni di lire elargito nel 1998 dallo Stato, integrato due anni dopo da circa 160 milioni offerti dal Comune di Catania, l'organo venne restaurato fra il 2001 e il 2004 dalla ditta Mascioni, il cui lavoro fu supervisionato da Luigi Ferdinando Tagliavini, Luciano Buono, Gianluca Libertucci, Dario Miozzi e Francesco Oliveri, responsabili delle scelte operative diramate ai restauratori. L'amministrazione comunale di Catania, inoltre, spese altri 850 milioni di lire per restaurare la cassa lignea, la cantoria e il locale dei mantici. Il lavoro della ditta Mascioni si rivelò particolarmente complesso a causa di alcune difficoltà di lettura organologica delle caratteristiche dello strumento da parte degli esperti e del pessimo stato di conservazione nel quale versava: il canneggio originale di Del Piano, infatti, giaceva ammassato in un deposito, dove molte canne erano state gravemente corrose dal cosiddetto "cancro dello stagno" e altre erano state addirittura smarrite. Il concerto inaugurale, al termine dei lavori, si tenne il 13 settembre 2005.

### Critiche al restauro
Dopo l'inaugurazione si levarono diverse critiche secondo le quali il restauro avrebbe restituito un organo dalla potenza insufficiente, ben lontana dalla maestosità descritta dai numerosi visitatori che lo ascoltarono nel corso dei secoli. Tuttavia, secondo gli esperti del comitato scientifico citati, la potenza non sarebbe mai stata caratteristica di questo strumento, in quanto destinato solo ad accompagnare le funzioni liturgiche dei monaci nei limiti del coro.
La giustificazione venne contestata da altri esperti e musicologi, i quali rilevarono che la documentazione d'archivio testimonia che la musica liturgica dell'epoca era assai vivace e parecchio sonora, in quanto improntata all'imperante melodramma, con feste musicali fastose come quella tipica del Santo Chiodo, e non limitata al mero accompagnamento vocale dei monaci. Diversi commentatori e altri organari evidenziarono che l'esigua pressione dell'aria stabilita durante il restauro (40 millimetri in colonna d'acqua) e l'intonazione dolce delle canne sarebbe assolutamente inadeguata per uno strumento di quelle dimensioni, e sottolinearono che il suono dell'organo era anticamente descritto come possente e in grado di essere udito ovunque nell'edificio.
Goethe, infatti, scrisse che «Nella chiesa, che è molto vasta, l'organo gemeva, volta a volta, o rimbombava fragoroso, penetrando fin negli angoli più remoti», e Gabriele D'Annunzio lo aveva accomunato ad altri strumenti colossali: «Io penso ai massimi organi delle cattedrali massime, a quelli di Amburgo, di Strasburgo, di Siviglia, della badia di Weingarten, della badia di Subiaco, dei Benedettini in Catania». Dopo il restauro, invece, lo strumento sarebbe udibile appena nella zona absidale, ma il suo suono risulterebbe molto flebile e difficilmente percepibile nel resto della chiesa.

## Caratteristiche tecniche
L'organo è collocato su una cantoria lignea addossata alla parete di fondo dell'abside. La facciata, racchiusa all'interno di una cassa riccamente intagliata e dorata, è composta da canne di principale da 16' suddivise in cinque campate secondo lo schema 5-10-23-10-5. Ulteriori tre campate, nella parte superiore, sono costituite da organetti morti. Caratteristica peculiare dello strumento è quella di avere tre consolle, una accanto all'altra, in grado di essere suonate contemporaneamente da tre organisti diversi.
La consolle centrale è formata da tre manuali e pedaliera, mentre le due laterali presentano un solo manuale senza pedaliera. L'estensione, però, è la stessa in tutte (dal Do1 al Fa5, con prima ottava cromatica). I registri sono 72 e sono azionabili mediante tiranti a pomolo disposti verticalmente ai lati di ciascuna consolle. Le canne sono 2 378, delle quali 304 in legno di castagno. Donato Del Piano volle dotare lo strumento di una notevole quantità di registri di flauto, presenti in numerose fogge, misure e materiali.
La consolle centrale, inoltre, è anche in grado di comandare le due consolle laterali. I tasti diatonici di tutti i manuali sono rivestiti in osso, mentre quelli cromatici in ebano. La pedaliera è dritta e conta 24 note. Un pedalone, posizionato alla destra della pedaliera, comanda la grancassa e i piatti, aggiunti nel 1819 da Antonino Rizzo. L'aria è fornita da sei mantici a cuneo e da un manticetto a lanterna, non originale.
La pressione del vento è di 40 millimetri in colonna d'acqua, il corista del La corrisponde a 415 Hz, il temperamento è il mesotonico e la disposizione fonica è la seguente:
| Consolle di sinistra    |    |
| 1 Flauto di legno I     |    |
| 2 Flauto ottaviante I   | 8' |
| 3 Flauto ottaviante II  | 8' |
| 4 Flauto ottaviante III | 8' |
| 5 Flauto I c            |    |
| 6 Flauto I c♯           |    |
| 7 Flauto II             |    |
| 8 Flauto III            |    |
| 9 Flauto IV             |    |
| 10 Flauto V             |    |
| 11 Flauto VI            |    |
| 12 Flauto VII           |    |
| 13 Flauto VIII          |    |
| 14 Principale I         |    |
| 15 Principale II        |    |
| 16 Flauto di legno I    |    |
| 17 Prolung. Sop.        |    |
| 18 Ottava               |    |
| 19 Decimanona           |    |
| 20 Vigesimaseconda      |    |
| 21 Flauto di legno II   |    |

| Consolle centrale          |     |
| 22 Tromboncini             |     |
| 23 Principale              |     |
| 24 Voce umana              |     |
| 25 Flauto ottaviante       |     |
| 26 Principale II           |     |
| 27 Flauto a cuspide I      |     |
| 28 Flauto di legno bassi   |     |
| 29 Flauto di legno soprani |     |
| 30 Flauto a cuspide II     |     |
| 31 Flauto cavo I           |     |
| 32 Flauto cavo II          |     |
| 33 Flauto a cuspide III    |     |
| 34 Ottava                  |     |
| 35 Quintadecima            |     |
| 36 Decimanona              |     |
| –– Contrabbassi al pedale  | 16' |
| 37 Principale I            | 16' |
| 38 Principale II           | 16' |
| 39 Principale I soprani    | 8'  |
| 40 Principale II           | 8'  |
| 41 Ottava                  |     |
| 42 Quintadecima            |     |
| 43 Decimanona I            |     |
| 44 Decimanona II           |     |
| 45 Vigesimaseconda I       |     |
| 46 Vigesimaseconda II      |     |
| 47 Vigesimasesta I         |     |
| 48 Vigesimasesta II        |     |
| 49 Vigesimanona I          |     |
| 50 Vigesimanona II         |     |

| Consolle di destra                |
| 51 Principale                     |
| 52 Principale                     |
| 53 Flauto                         |
| 54 Voce umana                     |
| 55 Prolung. Sop.                  |
| 56 Flauto ottaviante              |
| 57 Flauto                         |
| 58 Flauto                         |
| 59 Piva                           |
| 60 Flauto ottaviante I            |
| 61 Flauto ottaviante II           |
| 62 Flauto a cuspide               |
| 63 Principale I                   |
| 64 Voce umana                     |
| 65 Principale II                  |
| 66 Flauto in VIII                 |
| 67 Flauto in VIII a cuspide       |
| 68 Flauto ottaviante in ottava    |
| 69 Flauto di legno                |
| 70 Flauto ottaviante in ottava II |
| 71 Flauto a cuspide II            |
| 72 Piva                           |

| Accessori                                      |
| Tiratutti nella consolle centrale              |
| Accoppiamento fra consolle centrale e laterali |
| Uccelliera                                     |
| Banda turca                                    |
| Grancassa                                      |